# Rose Maynard Barton
Rose Mary Barton RWS (Dublín, 21 de abril de 1856-1929) fue una artista angloirlandesa; acuarelista que pintó paisajes, escenas callejeras, jardines, retratos de niños e ilustraciones del paisaje urbano de Gran Bretaña e Irlanda. Barton expuso con varias sociedades de pintura diferentes, entre las que destacan la Watercolour Society of Ireland (WCSI), la Royal Academy (RA), la Royal Hibernian Academy (RHA), la Society of Women Artists y la Royal Watercolor Society (RWS). Se convirtió en miembro de pleno derecho de la RWS en 1911. Sus pinturas se encuentran en colecciones públicas de pintura irlandesa tanto en Irlanda como en Gran Bretaña, incluida la Galería Nacional de Irlanda, la Galería de la Ciudad de Dublín, The Hugh Lane en Dublín y el Museo Ulster en Belfast.

## Trayectoria
Rose Barton nació en Dublín en 1856. Su padre era abogado de Rochestown, Condado de Tipperary, y su familia materna era del Condado de Galway. Educada en privado, era una liberal en asuntos sociales. Sus intereses incluían las carreras de caballos. Era prima de las hermanas Eva Henrietta y Letitia Marion Hamilton. Comenzó a exhibir su pintura de acuarelas de amplio lavado con la Sociedad de Acuarelas de Irlanda (WCSI) en 1872. Rose y su hermana Emily visitaron Bruselas en 1875, recibieron clases de dibujo y pintura de bellas artes con el artista francés Henri Gervex. Allí, junto con su amiga cercana Mildred Anne Butler, comenzó a estudiar pintura de figuras y dibujo de figuras. 
En 1879, se unió al comité local de la Irish Fine Art Society. Posteriormente se formó en el estudio de arte de Paul Jacob Naftel en Londres. Rose como Butler, estudió con Naftel. En 1882 expuso su cuadro Dead Game, en la Royal Hibernian Academy (RHA). En 1884 expuso en la Royal Academy (RA). Posteriormente, expuso en la Japanese Gallery, la Dudley Gallery y la Grosvenor Gallery de Londres. En 1893, se convirtió en miembro asociado de la Sociedad de Pintores en Acuarelas, alcanzando la afiliación de pleno derecho en 1911. 
Las acuarelas y los paisajes urbanos de Barton se volvieron muy conocidos tanto en Dublín como en Londres gracias a sus ilustraciones en libros de ambas ciudades, incluyendo Pintoresco Dublín, Antiguo y Nuevo de Francis Farmer y su propio libro Familiar London.

## Obras
- The Garden of Lindsey House, London. 1917
- Going to the Levée at Dublin Castle. 1897
- Hop Pickers in Kent Returning Home. 1894
- A Rest in Rotten Row. 1892
- Charing Cross Bridge, London. 1896
- The Carlyle statue, Chelsea
- College Green, Dublin
- Evening On The River Liffey With St. John's Church In Distance
- Hyde Park Corner, With Household Cavalry
- Nelson's Column In A Fog
- Westminster Abbey